# De Patat
De Patat was een culinair reisprogramma dat werd uitgezonden op de Vlaamse zender Canvas, tijdens de winter van 2011-2012. De presentatie en samenstelling was van de hand van Jeroen Meus, restauranthouder, tv-kok en uitgever van kookboeken.
In de Canvas-reeks van zeven afleveringen bracht Meus het verhaal waar de aardappel in de 16e eeuw werd ontdekt door de Spanjaarden. Daarna volgde Meus de weg die de aardappel heeft afgelegd, zowel fysiek als naar product. Het programma wordt onder meer onderbouwd met interviews van historici, voedingsdeskundigen en gerenommeerde chef-koks. Deze weet hij telkens te verleiden een aardappel te schillen, als inleiding tot hun gesprek. De afleveringen worden aangevuld met de aanmaak van gerechten, die bepalend zijn geweest in de verspreiding van de aardappel.
De Patat was een programma van Het Televisiehuis, het interne productiehuis van de VRT.

## Afleveringen
| Nr | Aflevering                | Uitzenddatum     | Beschrijving | Kijkcijfers |
| -- | ------------------------- | ---------------- | --- | ----------- |
| 1  | Aflevering 1: Peru        | 6 december 2011  | In Peru groeien meer dan vierduizend verschillende soorten aardappelen die daar papas nativas genoemd worden. Jeroen Meus reist naar de plaats Quilcas (provincie Huancayo) waar de lokale bewoners elke dag aardappelen eten, met kaas, met vlees, met rijst of in de soep. Meus kauwt cocabladeren, drinkt een slokje huisgestookte sterkedrank en is klaar om mee te helpen een weg te bouwen hoog in de bergen. Ook doet Meus mee met een aardappelproefwedstrijd. Hij eet mee met de aardappelplukkers (aardappelen, lamavlees en bonen) waarna de oogst op de resterende lama's wordt geladen en naar de markt wordt gebracht. | 410.063     |
| 2  | Aflevering 2: Spanje      | 13 december 2011 | Spanje veroverde Amerika en werd rijk dankzij hun zoektocht naar goud en zilver in Peru. Meus spreekt met Susy Polart Plisnier, stadsgids in Trujillo en historicus Sigfrido Vázquez Cienfuegos. De Spanjaarden vonden de aardappel eerst alleen geschikt als veevoer, maar stapten noodgewongen over op de aardappel omdat die goedkoop was. In Extremadura maakte men patateraworsten, maar de aardappel sloeg volgens pater Rómulo Cuartos pas echt aan door de heilige Theresia van Ávila die de aardappelen populair maakte als armenvoedsel. Volgens professor Javier López-Linage gaat dat verhaal eigenlijk over de bataat en werd de aardappel pas eind 18e eeuw populair toen de Spaanse tortilla (pan de patatas) uitgevonden werd. |             |
| 3  | Aflevering 3: Ierland     | 20 december 2011 | De Ierse verhalenverteller Philip Byrne vertelt dat er vele verhalen zijn over hoe de aardappel vanuit Spanje naar Ierland kwam, eenmaal in Ierland aangekomen werd de aardappel meteen razend populair. Mairtin MacConiomaire vertelt dat Ieren voor de aardappel altijd heel gevarieerd aten, maar in 1845 at de helft van de Ieren 95% van de tijd aardappelen. Professor-historicus Peter Gray en historicus Brian MacDonald vertellen over de Ierse hongersnood van 1845-1850 en hoe de Britten misschien wel te weinig gedaan hebben om de hongersnood in te dammen. Meus kookt een "Famine Soup" voor MacDonald en Lucy Madden, een afstammelinge van protestantse landeigenaars. Een pint soep per dag blijkt veel te weinig om van te leven. Zanger Luca Bloom vertelt dat de hongersnood nog steeds heel gevoelig ligt. |             |
| 4  | Aflevering 4: België      | 27 december 2011 | België is een echt aardappelland met een grote productie en uitvoer. Frieten zijn de nationale trots, maar is friet nu Belgisch, of Frans? Professor Mieke Van Herreweghe legt uit dat de Engelse term "French fries" niet uit de Eerste Wereldoorlog stamt, noch van het werkwoord "to french" (in reepjes snijden) kan komen, maar dat de term "french fried potatoes" de oudste term is. Volgens botanicus Willy Van Hoof is de aardappel via de kloosters uit Spanje, via Italië en Duitsland naar België gekomen en zouden al sinds 1670 aardappelen gegeten worden. Het verhaal gaat dat de friet is uitgevonden door inwoners van Wallonië die gefrituurde visjes aten en 's winters de visjes door in een vormpje gesneden aardappelen vervingen, maar dit verhaal komt uit een onvindbaar manuscript en is absoluut niet plausibel volgens historicus Pierre Leclerq. Hij claimt dat in 1838 in Luik het eerste frietkot werd geopend door de Duitser Fritz Krieger die in Frankrijk op de Pont Neuf friet had leren maken en in België rijk mee werd. Friet zou dus Frans zijn. Professor Peter Scholliers claimt dat België als enige een echte frietcultuur heeft en Danny Dresselaerts van Farm Frites vertelt dat Belgen heel veel friet eten en exporteren. Meus trekt de conclusie dat friet toch echt Belgisch is. | 504.561     |
| 5  | Aflevering 5: Frankrijk   | 3 januari 2012   | In Frankrijk zijn koks wereldberoemd geworden met aardappelrecepten, zo werd Joël Robuchon een superster vanwege zijn aardappelpuree. Florent Quellier vertelt dat groenten uit de grond oorspronkelijk een slechte, duivelse, reputatie hadden. Het was apotheker Antoine-Augustin Parmentier die de aardappel in de 18e eeuw populair maakte tijdens onder meer de Zevenjarige Oorlog. Anne Muratori-Philip is historica en schreef biografie over Parmentier. Louis François Amédée Marie de Clermont-Tonnerre stamt af van de uitvinder van de aardappelgratin, Meus kookt het oorspronkelijke recept met hem. Jean-Pierre Biffi is cateraar van de high society in Parijs, hij vertelt over de eindeloze mogelijkheden van de aardappel, grotendeels bedacht door Auguste Escoffier. | 483.313     |
| 6  | Aflevering 6: Wit-Rusland | 10 januari 2012  | Wit-Rusland is met 180 kilogram per jaar per persoon het grootste aardappelland ter wereld. Televisiepresentator Igor Kostenko vertelt dat ze in Wit-Rusland nog steeds op sovjetwijze boeren, Ivan Ivanovic is vicedirecteur van een kolchoz. Toch komt maar 20% van de aardappels in Wit-Rusland van grote staatsboerderijen. 80% van de patatten wordt thuis in de achtertuin en in volkstuintjes geteeld door mensen als oma Ludya Alexandrovna. Tsaren Peter I en Catharina II waren ook al fan van de aardappel, hoewel historicus Alexander Bely vertelt dat het hen vooral te doen was om belasting over de van de aardappels gestookte wodka te kunnen heffen. Tegenwoordig wordt legale wodka van granen gemaakt, maar illegale wodka nog steeds van aardappel. Die is wel van mindere kwaliteit. Kunstenaar Michal Aniempadystau ziet de overeenkomsten tussen aardappelen en Wit-Russen. Chef-kok Anton Kalenik en zijn oma Jelena Davidovna hebben een datsja met een tuin vol verse groenten en fruit. Jelena zat bij het verzet in de Tweede Wereldoorlog en werd na een wraakactie door de nazi's gered door haar aardappelen. Meus gaat samen met Anton paddenstoelen zoeken en de typisch Wit-Russische gerechten "draniki" (aardappelpannenkoekjes) en "babka" (aardappeltaart) bereiden.                        | 415.231     |
| 7  | Aflevering 7              | 17 januari 2012  | In Peru ligt niet alleen de geschiedenis van de aardappel, maar ook de toekomst. Isabel Alvarez is chef en antropologe en specialist op gebied van papas nativas. Aardappelen kunnen mogelijk hongersnoden voorkomen omdat ze beter bestand zijn tegen droge en slechte grond dan bijvoorbeeld rijst. Bij het Centro Internacional de la Papa (CIP) spreekt Meus met het hoofd van de afdeling genetica, de Filipijn David Tay die vertelt dat het doel van het CIP is de productie van aardappelen te verbeteren, ze doen onderzoek aan 4435 oorspronkelijke rassen. Victor Otazu is hoofd van het proefstation op locatie, hij onderzoekt aardappelen en hun resistentie tegen extreme klimaten. Hij heeft een nieuwe aardappel die Jeroen een naam mag geven. Viroloog Jan Kreuze vertelt meer over deze aardappel, ook testen ze de plant op virusbestendigheid en of de knol lekkere chips en friet geeft. Het is altijd een afweging tussen opbrengst, virusbestendigheid en smaak. Veel aardappelrassen zijn ook opgeslagen in de Wereldzaadbank op Spitsbergen, die bestand is tegen een kernoorlog. Tot slot maakt Meus plastic van aardappelzetmeel en ziet dat de mogelijkheden van patatten oneindig zijn. | 366.118     |